# 三三拳譜
三三拳譜（さんさんけんぷ）とは、中国の武術家（陳氏十六世）である陳品三によって纏められた、陳氏太極拳の拳譜（極意書）である。
古くは河南省陳家溝在住の陳氏一族にもたらされた心意拳の拳譜であったが、太極拳の発展のため陳品三により、その内容を太極拳の拳理に沿って編み直されたものだとされている。
三三拳譜を解き明かす事で、元は少林拳系の拳であった陳氏の拳が、高度な太極陰陽理論と独特の技術を伴った太極拳へと如何に発展していったかの謎の一端が分るかもしれないとされており、研究者たちの間では太極拳の成立の謎を解く貴重なテキストであると認識されている。
この拳譜は、著名な武術史研究家の唐豪が陳子明を伴って陳家溝を訪問した時に、詳しく閲覧することを強く望んだが拒否されてしまったということがあった（この時、表紙と序文の閲覧は出来たが、これが心意六合拳に関係するものではないかとの推測を述べると、陳子明は沈黙したとされる）。
三三拳譜は、同じく陳品三の著作「陳氏太極拳図説」とは全く異なり、これまでその詳細な内容は一般に一切公開されることはなく、今日においても直系の伝承者たちの間で密かに秘匿され続けられている。陳氏太極拳においては最重要の秘伝書といえるものである。
陳品三は門弟たちに「伝えるなら伝え、伝えないなら拳譜は破棄せよ」とまで遺言されたといわれている。